# Colonia Búfalo
Colonia Búfalo is een dorp in de gemeente Allende, in de Mexicaanse staat Chihuahua. Het verkreeg internationale bekendheid omdat daar een grote marihuanaplantage van de Mexicaanse drugsbaron Rafael Caro Quintero werd ontmanteld.

## Geschiedenis
Colonia Búfalo wordt als landbouwkolonie in de volkstelling van 1950 genoemd met 601 inwoners. De kolonie ontwikkelde geïrrigeerde landbouw door gebruik te maken van de Parral-rivier die langs het dorp loopt. In de jaren 70 investeerde de Mexicaanse overheid via het programma PIDER, gefinancierd met een lening van de Wereldbank, in de aanleg van diepe waterputten om de landbouw in het woestijnachtige gebied verder te stimuleren. Evaluatieonderzoek van het Mexicaanse onderzoekscentrum CIDER in samenwerking met de Vrije Universiteit, eind 1981, toonde een geringe impact van het project. Er waren weinig nieuwe gewassen op de enkele honderden beplante hectares. Het aantal inwoners werd geschat op 500. Daar zou snel verandering in komen.

## De inval in Rancho Búfalo
Colonia Búfalo werd internationaal bekend op 6 november 1984 toen het Mexicaanse leger in samenwerking met de DEA er een marihuanaplantage binnenviel van drugsbaron Rafael Caro Quintero en er de grootste marihuana-vondst ooit deed. Bij de inval werden 12 helikopters met 450 manschappen ingezet. Het aantal slachtoffers is niet bekend. De schattingen over het aantal met marihuana beplante hectares lopen uiteen tussen 500 en 6.000. Eigendom van Caro Quintero was Rancho Búfalo, een boerderij van 544 hectare. Op nabijgelegen percelen van particuliere eigenaars en ejidos was ook marihuana geplant. De hoeveelheid marihuana die in beslag genomen en verbrand werd wordt geschat tussen 2.500 en 10.000 ton met een waarde tot acht miljard dollar. Het aantal personen dat er werkte wordt geschat tot 10.000. De overval op Rancho Búfalo is uitgebeeld in de serie Narcos: Mexico, eerste seizoen, aflevering acht.

## Locatie en demografie
Colonia Búfalo ligt in het zuidoostelijke deel van de staat Chihuahua, in het woestijngebied van de Bolsón de Mapimí, naast de Parral-rivier waar alleen in tijden van zware regenval water doorheen stroomt. De belangrijkste verbindingsroute is de onverharde Staatsweg 34 die Búfalo verbindt met de Pan-Amerikaanse weg bij Ciudad Jiménez, ongeveer 35 kilometer ten zuiden van Búfalo en de belangrijkste stad in de regio. Hoewel Búfalo administratief gezien tot de gemeente Allende behoort, waarvan het een deelgemeente is, is er geen directe weg tussen de hoofdstad Valle de Allende en Búfalo.
Volgens de volks- en woningtelling uitgevoerd door het Nationaal Instituut voor Statistiek en Geografie, telde de Colonia Búfalo in 2010 nog slechts 298 inwoners. 